# Шикачик синій
Шика́чик синій (Cyanograucalus azureus) — вид горобцеподібних птахів родини личинкоїдових (Campephagidae). Мешкає в Західній і Центральній Африці. Це єдиний представник монотипового роду Синій шикачик (Cyanograucalus).

## Таксономія
За результатами молекулярно-генетичного дослідження, опублікованими в 2010 році, синього шикачика було переведено до відновленого роду Cyanograucalus.

## Поширення і екологія
Сині шикачики поширені від Сьєрра-Леоне і Гвінеї до східних районів Демократичної Республіки Конго і північно-західної Анголи. Вони живуть у вологих і сухих тропічних лісах та в саванах.